# Galium diabolense
Galium diabolense là một loài thực vật có hoa trong họ Thiến thảo. Loài này được Dempster mô tả khoa học đầu tiên năm 1973.